# Stadionul UMT
Stadionul UMT a fost arenă sportivă multifuncțională din Timișoara, România. Până în 1960 stadionul a fost cunoscut sub numele de Stadionul Electrica și a fost principalul teren de gazdă din Timișoara pentru campionatele atletism, fiind și stadionul unde campioana olimpică Iolanda Balaș a debutat. Ripensia Timișoara (până în 1948) și Electrica Timișoara (până în 1960) au folosit stadionul ca teren principal pentru meciurile fotbal.
În 1960 stadionul a intrat în posesia Uzinele Mecanice Timișoara (UMT) și în jurul lui a fost construit un complex sportiv, format dintr-un alt stadion și diverse terenuri. Noul stadion a fost numit Stadionul Electrica, iar cel vechi a fost redenumit după proprietarul complexului sportiv, Stadionul UMT. Această schimbare a numelui stadioanelor și a locației acestora, doar câteva metri unul de celălalt, au fost factori favorabili în crearea unor confuzii în timp.
Din anii 1970 Stadionul UMT a fost gazda UM Timișoara, o echipă de fotbal fondată în 1960 de aceeași Uzinele Mecanice Timișoara (UMT).
Între 2001 și 2002, acest stadion a fost terenul gazdei pentru meciurile din Liga I, dar a fost închis în 2008, când UM Timișoara a retrogradat în Liga a IV-a, fiind dizolvat de proprietarul său, UMT. După 2008, stadionul a fost închis și a ajuns în stare de abandonare înainte de a fi demolat în 2016. Stadionul UMT avea o capacitate de 9.900 de locuri.
În prezent, locul fostului stadion UMT este ocupat de un aquapark.

## References
1. 1 2 3  Both, Ștefan (27 martie 2016). „Stadionul pe care Iolanda Balaș a început atletismul, dărâmat. Ruină și bălării, tot ce-a mai rămas dintr-o arenă legendară”. Adevărul. Arhivat din original la 30 decembrie 2018. Accesat în 30 decembrie 2018.
2. 1 2  „Povestea UMT-ului. "Cenușăreasa" fotbalului timișorean”. Ripensia-sport-magazin.ro. 27 ianuarie 2016. Arhivat din original la 9 decembrie 2021. Accesat în 10 decembrie 2021.
3. ↑  „Un stadion istoric a dispărut în tăcere la Timișoara” [A historic stadium disappeared in silence in Timișoara]. druckeria.ro. 13 septembrie 2012. Arhivat din original la 21 ianuarie 2021. Accesat în 26 decembrie 2021.
4. ↑  Popa, Raluca (19 mai 2015). „Stadionul UMT, ascuns sub buruieni. Baza sportivă, unde s-au câștigat patru titluri de campioană a României, e abandonată”. Digi 24. Arhivat din original la 31 decembrie 2018. Accesat în 30 decembrie 2018.
5. ↑  Lupulescu, Diana (24 august 2022). „Aquapark cu bani europeni, la Timișoara. Proiectul aparține unei firme private”. TION.